# Gwinear–Gwithian
Gwinear–Gwithian – civil parish w Anglii, w Kornwalii. Leży 16 km na północny wschód od miasta Penzance i 397 km na zachód od Londynu.